# Sertularella crassicaulis
Sertularella crassicaulis is een hydroïdpoliep uit de familie Sertulariidae. De poliep komt uit het geslacht Sertularella. Sertularella crassicaulis werd in 1868 voor het eerst wetenschappelijk beschreven door Heller. 